# Xibalba
Xibalba (с англ. — «Шибальба») — американская хардкор-панк-группа, сформированная в городе Помона, Калифорния в 2007 году. Группа играет хардкор с элементами дэт-метала и дум-метала, с текстами на английском и испанском языках. Их дебютный альбом «Madre mía gracias por los días» был выпущен на лейбле A389 Recordings. Их второй альбом «Hasta la Muerte» был выпущен лейблом Southern Lord.

## История
Группа была основана в 2007 году в Помоне, штат Калифорния, когда давние друзья Нейт, Брайан, Джейсон и Брайан захотели играть мрачную и тяжёлую музыку с эксцентричными элементами. До создания Xibalba друзья вместе играли в хардкор-панк-группах. В 2012 году группа отправилась в тур по Австралии с Warbrain и Incendiary. В 2013 году они отправились в тур по США с хедлайнерами The Acacia Strain, Within the Ruins, Fit for an Autopsy и American Meref. Xibalba участвовали в туре по США с Comeback Kid, Backtrack, Downpresser и To the Wind.

## Состав
Текущий состав
- Джейсон Брюнес — ударные, бэк-вокал (с 2007 года по настоящее время)
- Дженсен Ханкл — гитара (2007-настоящее время)
- Брайан Ортис — гитара, бэк-вокал (с 2007 года по настоящее время)
- Нейт Реболледо — вокал (2007-настоящее время)

Бывшие участники
- Майк Салазар — гитара (2014—2015)
- Брайан Валдвия — бас-гитарист (2007—2014)

## Дискография

### Студийные альбомы
- Madre mía gracias por los días (2010)
- Hasta la muerte (2012)
- Tierra y libertad (2015)
- Años en infierno (2020)